# Immunoprecipitazione della cromatina
L'immunoprecipitazione della cromatina (ChIP) è una tecnica sperimentale impiegata nell'analisi delle interazioni tra DNA e proteine e per lo studio delle alterazioni epigenetiche degli istoni, proteine basiche che costituiscono la componente strutturale della cromatina.
Questa metodica mira a studiare l'associazione di proteine regolatrici che si legano a specifiche regioni genomiche come: fattori di trascrizione su promotori, al fine di evidenziare unità codificanti.
La ChIP è una tecnica molto utilizzata e l'analisi viene effettuata in vivo. Le cellule vengono trattate con un agente che provoca la formazione di legami covalenti-crociati fra il DNA e le eventuali proteine ad esso legate. Successivamente la cromatina estratta dalle cellule viene frammentata, il prodotto così ottenuto viene esposto all'anticorpo diretto contro la proteina e in caso questa sia presente, si avrà l'immunoprecipitazione del complesso.
I frammenti di DNA recuperabili dall'immunoprecipitazione verranno purificati e si potrà determinarne la sequenza, con l'idea che essa sia correlata alla proteina.
Oltre che ad evidenziare dove determinate proteine legano il DNA, è possibile individuare nuovi siti di legame e di conseguenza nuove interazioni.
Esistono due principali tipi di chIP che differiscono per la preparazione della cromatina di partenza: il primo utilizza cromatina frammentata per sonicazione ed è chiamato XchIp, il secondo utilizza cromatina frammentata tramite digestione con nucleasi ed è chiamato NchIP. Vengono utilizzati per diversi scopi: XchIP per mappare siti bersaglio di fattori di trascrizione invece NchIP per la mappatura dei siti target dei modificatori degli istoni.
Tale tecnica può essere utilizzata anche per determinare le interazioni fra proteine e RNA, in questo caso prende il nome di RIP. Il principio di base è lo stesso solamente che nell'analizzare l'immunoprecipitato si deve ricorrere alla RT-PCR.

## Metodica

ChIP-sequencing workflow

Si lavano le cellule con un tampone (generalmente PBS) e si aggiunge l'1% di formaldeide (che favorisce il legame tra proteina e DNA) e si incuba generalmente 10 - 15 minuti (in base al tipo di tampone utilizzato) a temperatura ambiente, si aggiunge la glicina 0,125 molare che ha la funzione di arrestare la reazione di crosslinking tra proteine e DNA. La fissazione può avvenire anche con trattamento con luce UV. Si lavano le cellule con PBS e successivamente si lisano. Il secondo passaggio consiste nella frammentazione della cromatina tramite sonicazione, nucleasi o digestione di restrizione. 
Si aggiunge poi l'anticorpo primario e si incuba a 4 °C per 12 ore, successivamente si aggiunge le proteina A/G immobilizzata su sfere di vario materiale, che è stata precedentemente legata ad un anticorpo secondario che riconosce quello primario. Si incuba il tutto per 2 ore a 4 °C. Si recuperano le sfere mediante centrifugazione, esse si depositano nel sedimento, si lava con un tampone e si eluiscono i complessi DNA-Proteine dalle sfere. Il DNA non legato resterà nel sopranatante. Si incuba a 66 °C per 6 ore per invertire il crosslinking poi si recupera il DNA (estraendolo mediante fenolo/cloroformio) che successivamente verrà analizzato mediante PCR.
L'amplificazione avviene con primers specifici per la sequenza a cui si pensa sia legata la proteina di interesse.
Nel seguire la metodica è opportuno tener conto di alcuni accorgimenti fondamentali:
- i frammenti di cromatina devono essere di 0.5/1 Kb, per ottenere una corretta amplificazione e per evitare che durante l'immunoprecipitazione si formino aspecifici.
- l'anticorpo deve essere altamente specifico.

## re-ChIP
Tecnica che permette di individuare i legame di più proteine ad una sequenza di DNA. Il principio resta invariato, solo che ad una prima immunoprecipitazione ne segue una seconda in cui si utilizza un anticorpo specifico per un diverso fattore.